# Scorpion International
Scorpion International B.V. war ein niederländischer Hersteller von Automobilen. Der Markenname lautete Maplex.

## Unternehmensgeschichte
Das Unternehmen aus Haarlem begann 1971 mit der Produktion von Automobilen. 1973 endete die Produktion nach 20 hergestellten Exemplaren.

## Automobile
Das einzige Modell Maplex Scorpion war ein Buggy, der aber im Gegensatz zu vielen anderen Buggys nicht auf VW-Basis entstand. Majoni Plastics entwarf ein Stahlchassis. Für den Antrieb sorgten Vierzylindermotoren vom Fiat 600 und 850. Die Fahrzeuge waren komplett oder als Kit erhältlich.